# Musikjahr 1536
Liste der Musikjahre

◄◄ | ◄ | 1532 | 1533 | 1534 | 1535 | Musikjahr 1536 | 1537 | 1538 | 1539 | 1540 | ► | ►►

Weitere Ereignisse
Dieser Artikel behandelt das Musikjahr 1536.

## Ereignisse
- Martin Agricola, der sich 1519 in Magdeburg als Musiklehrer niedergelassen und der Reformation angeschlossen hat, ist Kantor der zu einer einzigen städtischen Anstalt zusammengefassten Musikschulen. Neben seiner Lehraufgabe bemüht sich Agricola vor allem darum, der neuen protestantischen Bewegung eine eigene Kirchenmusik zu geben.
- Gasparo Alberti, der sein Wirken als Kleriker in der Gemeinde Santa Maria Maggiore in Bergamo begonnen hat, wird 1536 dort zum Kapellmeister, zum maestro di cappella, ernannt. Diese Position hat er mit Unterbrechungen bis 1559 inne.
- Bonifacius Amerbach ist bis 1536 Professor der Rechtswissenschaft an die Universität Basel. Von 1536 bis zu seiner Emeritierung im Jahr 1548 arbeitet er nur noch in Teilzeit an der Hochschule. Bereits 1535 ist er zum Stadtsyndikus von Basel ernannt worden, 1536 wird er Verwalter der Stiftung des Erasmus von Rotterdam und berät als Privatgelehrter die Studenten der Universität Basel. Als Rechtsberater steht er im Dienst mehrerer deutscher Städte und Fürsten.
- Benedictus Appenzeller wird im Jahr 1536 Sänger am habsburgischen Hof der Regentin Maria von Ungarn in Brüssel und rückt ein Jahr später zum Leiter der Chorknaben (maître des enfants) auf, nachdem der vorangegangene Stelleninhaber Jean Goessins verstorben ist.
- Pietro Aron wird Mönch in einem Kreuzherrenkloster bei Bergamo.
- Pierre Attaingnant, der um 1527/1528 eine Variante des Notendrucks erfunden hat, die das Drucken in einem Arbeitsgang erlaubt, veröffentlicht von 1528 bis 1552 mehr als 50 Chansonsammlungen und einige „Tanzbücher“.
- Antoine Barbé hat – nach den Akten der Kathedrale von Antwerpen – von 1527 bis 1562 die Stelle des Kapellmeisters inne.
- Eustorg de Beaulieu steht in Lyon in den Diensten des vormaligen Stadtgouverneurs Pomponio Trivulzio.
- Pietro Paolo Borrono veröffentlicht in Mailand, vermutlich unter der Anstellung von Ferrante I. Gonzaga, einige seiner Kompositionen (vor allem Pavanen und Saltarelli) für Laute in der Sammlung Intabolatura de leuto de diversi autori.
- Arnold von Bruck ist seit der zweiten Jahreshälfte 1527 in Wien Kapellmeister des österreichischen Regenten Erzherzog Ferdinand (dem späteren König und Kaiser Ferdinand I.) und zwar als Nachfolger von Heinrich Finck. Diese Stellung behält er über 18 Jahre. Die Wiener Hofkapelle gilt als herausgehobene Institution in der österreichisch-habsburgischen Musikwelt, und als Leiter dieser Kapelle genießt Arnold von Bruck ein besonderes Ansehen. Dies ergibt sich auch aus der von Ludwig Neufarer im Jahr 1536 geprägten Gedenkmünze mit von Brucks Abbild.
- Hans Buchner ist Organist in der Pfarrkirche in Überlingen, behält aber seinen Wohnsitz in Konstanz.
- Pierre Certon wirkt seit dem Jahr 1529 in Paris an Notre-Dame.
- Jehan Daniel ist Organist an der Kathedrale von Angers. Er hat diese Stelle bis 1540 inne.
- Benedictus Ducis ist von 1535 bis zu seinem Tod 1544 evangelischer Pfarrer in Schalkstetten.
- Sebastian von Felsztyn wird 1536 Propst in Sanok.
- Georg Forster ist seit 1534 Medizinstudent in Wittenberg. Er besucht dort zusätzlich die Vorlesungen von Philipp Melanchthon und Matthias Garbitius, und ist nach einiger Zeit auch Gast in Martin Luthers Tischgemeinschaft.
- Nicolas Gombert, der wahrscheinlich ein Schüler von Josquin Desprez († 1521) war, ist seit 1526 Mitglied der Hofkapelle von Kaiser Karl V. und seit 1529 maitre des enfants. Als Meister der Chorknaben ist Gombert für die musikalische und stimmliche Ausbildung der Knaben verantwortlich sowie für ihre Erziehung, ihre Unterbringung und ihr Wohlergehen. Der Chor besteht um diese Zeit aus 14 Erwachsenen, einem Organisten, einem „Souffleur“ (Kalkant oder Blasebalgtreter der Orgel) und etwa zwölf Chorknaben. Seit 1534 hat er eine kirchliche Sinekure in Tournai inne. Sein Name erscheint nicht in der Liste der Geistlichen, die in Tournai Messen lesen und er übt wohl keine priesterlichen Funktionen mehr aus.
- Lupus Hellinck ist Succentor an der Liebfrauenkirche in Brügge und seit dem 17. Juni 1523 an der Hauptkirche St. Donatian, was mit den Aufgaben der Chorleitung und des Unterrichts der Chorknaben verbunden ist.
- Nikolaus Herman ist Kantor und Lehrer an der Lateinschule in St. Joachimsthal. Hier arbeitet er unter anderem mit Johannes Mathesius zusammen, der dort ab 1532 als Rektor der Schule amtiert.
- Paul Hofhaimer ist spätestens seit 1522 Domorganist am Salzburger Dom im Dienst von Fürsterzbischof Kardinal Matthäus Lang von Wellenburg. Hofhaimer ist berühmt als exzellenter Organist, Orgellehrer und als Odenkomponist. Seine Kompositionen erfreuen sich großer Beliebtheit auch im Musikunterricht an den Lateinschulen.
- Gheerkin de Hondt, der von 1. August 1530 bis Februar 1532 als Singmeister an der Nieuwe Kerk in Delft wirkte, übt die gleiche Tätigkeit von 1532 bis 1539 an der Kirche St. Jakob in Brügge aus; dort ist er außerdem Mitglied der Sakramentsgilde.
- Clément Janequin ist seit 1534 Kapellmeister der Kathedrale von Angers.
- Hans Kotter lehrt seit 1534 als Schulmeister in Bern.
- Hans Kugelmann, der in den Diensten des Hauses Fugger in Augsburg stand, ist seit 1524 Trompeter und Hofkomponist beim Markgrafen Albrecht in Königsberg. Parallel zu seiner Tätigkeit bei Hofe ist er von 1534 bis zu seinem Tode Kapellmeister der Kantorei.
- Erasmus Lapicida, der um das Jahr 1521 vom Habsburger Erzherzog Ferdinand I. (Regierungszeit als Erzherzog 1521–1531) am Schottenkloster in Wien eine Präbende verliehen bekam, lebt dort die 26 restlichen Jahre seines Lebens.
- Jacotin Le Bel ist Mitglied der Hofkapelle des französischen Königs Franz I. Auf einer Liste der Gehaltsempfänger der Kapelle 1532/1533 erscheint er als haulte-contre und als chantre et chanoine ordinaire. Vom König bekommt er ein Kanonikat und eine Pfründe an der Kollegiatkirche Notre Dame in der Provinz Anjou. Jacotin verfasst mehr als 50 mehrstimmige Werke in über 100 Manuskripten und Drucken des 16. Jahrhunderts. 32 dieser Werke werden zwischen 1528 und 1553 von dem königlichen Notendrucker Pierre Attaingnant gedruckt.
- Johannes Lupi ist magnus vicarius und Subdiakon in Cambrai. Seit dem Jahr 1535 leidet er an einer Krankheit, die nicht näher genannt ist, und kann ihretwegen seine Funktionen bis 1537 nicht ausüben.
- Stephan Mahu, der vielleicht schon ab Anfang der 1520er Jahre als Sänger und Posaunist Mitglied des Hofstaats von Königin Anna von Böhmen und Ungarn (1503–1547), der Ehefrau von Ferdinand I. ist, verpflichtet sich ab dem 14. November 1528 vertraglich zum lebenslangen Dienst bei ihr und Ferdinand. Dafür wird ihm im Gegenzug eine erhebliche Gehaltserhöhung zugesichert, die allerdings erst ab dem Jahr 1539 ausgezahlt wird. Zusätzlich übernimmt er zwischen September 1529 und März 1532 die Stelle eines Vizekapellmeisters der Wiener Hofmusikkapelle von Erzherzog Ferdinand unter Arnold von Bruck, und zwar bis zum Jahr 1539.
- Jachet de Mantua ist spätestens seit 1535 Magister der Kapellknaben und Kapellmeister an der Kathedrale St. Peter und Paul in Mantua.
- Luis Milán, der vermutlich sein ganzes Leben in Valencia verbringt und dort bis etwa 1538 am herzoglichen Hof der Germaine de Foix beschäftigt ist, veröffentlicht 1536 sein El maestro betiteltes, in Valencia gedrucktes Werk Libro de musica de vihuela de mano, das Johann III. von Portugal gewidmet ist. Es ist die erste Sammlung von Vihuela-Musik der Geschichte und möglicherweise für Schüler der Vihuela bestimmt. Die als Tabulatur aufgezeichnete Musik wird von einfachem bis großem Schwierigkeitsgrad gesteigert, so dass sich ein Anfänger der Vihuela von Stück zu Stück entwickeln kann. Es enthält mehr als vierzig Fantasien, sechs Pavanen, zwölf Villancicos, sowie Sonetos (Formen des italienischen Sonetts) und andere Stücke. Einige Stücke sind für Vihuela solo und andere für Gesang, der von der Vihuela begleitet wird. Viele Stücke sind von erheblicher Virtuosität, obwohl nicht die gesamte Ornamentik detailliert angegeben ist. Der Stil der Kompositionen variiert von einfachen homophonen zu polyphonen und virtuosen Passagen.
- Francesco Canova da Milano ist seit 1535 in Rom als Lautenist und Violaspieler des Kardinals Ippolito de’ Medici und als Lehrer des Neffen von Papst Paul III., Ottavio Farnese, tätig.
- Cristóbal de Morales ist Sänger in der Sixtinischen Kapelle und lebt und wirkt zur Zeit des Pontifikates von Paul III. 10 Jahre lang in Rom.
- Anton Musa, der Stadtpfarrer in Jena ist, bittet anscheinend infolge von Intrigen 1536 um Entlassung und übernimmt das Pfarramt in Rochlitz, das er acht Jahre ausübt.
- Luis de Narváez steht seit den 1520er Jahren im Dienst von Francisco de los Cobos y Molina (1477–1547), Komtur von León und Sekretär von Kaiser Karl V. Er lebt mit großer Wahrscheinlichkeit in Valladolid bis zum Tod seines Dienstherren 1547.
- Nicolas Payen, der wahrscheinlich zwischen 1522 und 1529 Chorknabe bei der capilla flamenca von Kaiser Karl V. gewesen ist und danach an einem nicht näher bekannten Ort seine musikalische Ausbildung fortgesetzt hat, wird ab 1534 wieder von der kaiserlichen Hofhaltung in den Gehaltslisten geführt.
- Giovanni Pierluigi da Palestrinas Mutter Palma Pierluigi stirbt 1536.
- Tomás de Santa María tritt am 11. März 1536 in den Konvent Santa María de Atocha der Dominikaner in Madrid ein.
- Claudin de Sermisy ist Mitglied der Hofkapelle von König Franz I. von Frankreich. Ab dem Jahr 1533 ist der Komponist als sous-maître über alle Musiker der königlichen Kapelle tätig; die administrative Leitung hat Kardinal François de Tournon, ein enger Vertrauter des Königs. Als sous-maître leitet de Sermisy die Aufführungen der etwa 40 erwachsenen Sänger und sechs Chorknaben, welche die königliche Kapelle während der 1530er und 1540er Jahre besitzt; darüber hinaus ist er für das Wohl der Knaben verantwortlich und hat die Aufsicht über die liturgischen und musikalischen Bücher der Kapelle. Er übt dieses Amt bis etwa 1553 aus.
- Tielman Susato ist seit 1531 Mitglied der Antwerpener Stadtmusikanten; er spielt die Instrumente Flöte, Blockflöte, Krummhorn, Feldtrompete und Posaune und hat vielleicht auch die abendlichen Andachten der Bruderschaft begleitet.
- Thomas Tallis ist in den Jahren 1532 bis 1540 Organist an der Augustiner-Abtei Waltham nördlich von London.
- John Taverner, der bis 1530 Chorleiter am neu gegründeten Cardinal’s College (heute Christ Church College und Kathedrale) in Oxford war, taucht 1536 in den Akten der Stadt Boston in Lincolnshire auf. Die wohlhabende Gemeinde der St. Botolph’s Church unterhält einen Chor mit 30 Sängern. Durch königliche Erlasse verlieren die Gilden der Kirche ihre finanziellen Mittel, so dass Taverners Anstellung dort 1537 endet.
- Johann Walter, der 1526 in Torgau die Stadtkantorei – eine Gruppe sangesfreudiger erwachsener Torgauer Bürger – gegründet hat, erhält für diese ab 1536 vom Kurfürsten Johann Friedrich dem Großmütigen eine jährliche Stiftung sowie über den Gemeinen Kasten der Stadt weitere Gelder, mit denen Notenbücher angeschafft werden können, die Walter zum Teil selbst herstellt.
- Adrian Willaert ist seit dem 12. Dezember 1527 Domkapellmeister zu San Marco in Venedig. Der Komponist behält dieses Amt 35 Jahre lang bis zu seinem Tod; erst durch sein Wirken bekommt diese Stelle ihre in ganz Europa herausragende Bedeutung. Willaert ist der Nachfolger von Petrus de Fossis († vor dem 7. Juli 1526).

## Instrumentalmusik

### Laute
- Francesco Marcolini (Hrsg.) – Intabolatura di liuto de diversi, con la bataglia, et altre cose bellissime, di M. Francesco da Milano, stampata nuovamente (35 Werke für Solo-Renaissancelaute von Francesco Canova da Milano, Venedig)
- Hans Neusidler
  - Ein newgeordent künstlich Lautenbuch, Nürnberg: Noten und Audiodateien im International Music Score Library Project, darin:
    - Elslein liebstes Elslein mein: Noten und Audiodateien im International Music Score Library Project
    - Gassenhawer: Noten und Audiodateien im International Music Score Library Project
    - Ich gieng wol bey der nacht: Noten und Audiodateien im International Music Score Library Project
    - Ich klag den tag: Noten und Audiodateien im International Music Score Library Project
    - Von edler art: Noten und Audiodateien im International Music Score Library Project
    - Wascha mesa: Noten und Audiodateien im International Music Score Library Project

  - Der ander Theil des Lautenbuchs
- Antonio Casteliono (Hrsg.) – Intabolatura de leuto de diversi autori, Mailand (mit Werken von Pietro Paolo Borrono, Marco Dall’Aquila und weiteren Komponisten)

### Vihuela
- Luis Milán – Libro de Música de Vihuela de mano: Noten und Audiodateien im International Music Score Library Project, darunter:
  - Pavana I: Noten und Audiodateien im International Music Score Library Project

## Vokalmusik

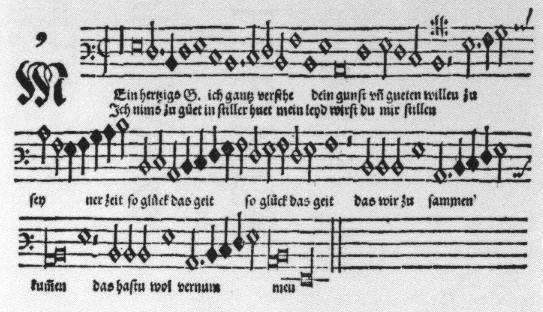
Heinrich Finck – Mein herzigs G., in: 55 Schöne außerlesne Lieder

### Geistlich
- Arnold von Bruck – Des unfalls krafft: Noten und Audiodateien im International Music Score Library Project
- Heinrich Finck – 55 Schöne außerlesne Lieder: Noten und Audiodateien im International Music Score Library Project
- Adrian Willaert – Missa Gaude Barbara: Noten und Audiodateien im International Music Score Library Project

### Weltlich
- Pierre Attaingnant (Hrsg.)
  - 31 Chansons musicales esleves de plusieurs livres, Livre 1: Noten und Audiodateien im International Music Score Library Project
  - 21 Chansons musicales esleves de plusieurs livres, Livre 3: Noten und Audiodateien im International Music Score Library Project
  - 25 Chansons nouvelles, Livre 2: Noten und Audiodateien im International Music Score Library Project
- Noel Bauldeweyn – Ach Gott wem soll ich's klagen zu fünf Stimmen (= „En douleur en tristesse“); Intabulierung in Hans Neusidler – Ein new geordnet künstlich Lautenbuch (Nürnberg)
- Arnold von Bruck
  - Beschaffens glück: Noten und Audiodateien im International Music Score Library Project
  - Ein schönes weib erfrewet mich: Noten und Audiodateien im International Music Score Library Project
  - Elend ich rieff: Noten und Audiodateien im International Music Score Library Project
  - Es geht gen disen summer: Noten und Audiodateien im International Music Score Library Project
  - So drincken wir alle: Noten und Audiodateien im International Music Score Library Project
- Pierre Certon – Amour est bien de perserve nature: Noten und Audiodateien im International Music Score Library Project
- Josquin Desprez – Si j'avoye marion: Noten und Audiodateien im International Music Score Library Project
- Heinrich Finck – 55 Schöne außerlesne Lieder: Noten und Audiodateien im International Music Score Library Project
- Nicolas Gombert – Hors envieulx zu vier Stimmen
- Nicolle des Celliers de Hesdin – Ramonnez-moy ma cheminée: Noten und Audiodateien im International Music Score Library Project
- Jean Mouton – Prens ton con grosse garsse noyre: Noten und Audiodateien im International Music Score Library Project
- Hans Ott (Hrsg.) –121 newe lieder, darunter:
  - Ludwig Senfl – Ich stund an einem Morgen: Noten und Audiodateien im International Music Score Library Project
- Jean Richafort – Trut avant il faut boire: Noten und Audiodateien im International Music Score Library Project
- Peter Schöffer (Hrsg.) – 65 Teutscher Lieder: Noten und Audiodateien im International Music Score Library Project
- Unbekannter Komponist – Fricassée: Noten und Audiodateien im International Music Score Library Project
- Philippe Verdelot – Intavolatura de li madrigali: Noten und Audiodateien im International Music Score Library Project
  - Quanto sia lieto il giorno
  - Quando amor il begliocchi
  - Donna leggiadra e bella
  - Madonna qual certeza
  - Con lagrime, i dos-ir
  - Fuggi fuggi cor mio
  - Igno soave ove mio foco
  - Amor se d’hor in hor
  - Donna che sete tra le belle bella
  - Se mai provasti donna
  - Aflitti spirti mei
  - Benché ’l misero cor: Noten und Audiodateien im International Music Score Library Project
  - Madonna il tuo bel viso
  - Divini occhi sereni
  - Se lieta e grata morte
  - Vita de la mia vita
  - Gloriar mi posso io donne
  - Piove da gli occhi della donna
  - Con langelico riso
  - S’io pensasse madonna
  - Madonna il sol vorrei
  - Madonna per voi ardo
- Pierre de Villiers – Ne te plains tant, amy, de ta douleur: Noten und Audiodateien im International Music Score Library Project
- Adrian Willaert
  - La Couronne et fleur des chansons à troys, Venedig: Noten und Audiodateien im International Music Score Library Project
    - Baisés moy tant, fringués moy tant
    - Hé Dieu, hé layne, la layne m’y fault
    - J'aime par amour: Noten und Audiodateien im International Music Score Library Project
    - Jan, Jan, quant tu t’en iras
    - Je ne sçaroys chanter ne rire
    - La rouse du mois: Noten und Audiodateien im International Music Score Library Project
    - Or suis je bien au pire: Noten und Audiodateien im International Music Score Library Project
    - Perot, viendras tu aux nopces
    - Quant le joli Robinet
    - Qui la dira la peine de mon cueur
    - Qui veult aymer il fault estre joyeulx
    - Sire don dieu, tant ilz sont ayses
    - Vous marchez du bout du pié

  - Allons, allons gai: Noten und Audiodateien im International Music Score Library Project

## Musiktheoretische Schriften
- Sebastian von Felsztyn – De musica dialogi VI, Krakau
- Ottomar Luscinius – Musurgia seu praxis musicae, Straßburg: Noten und Audiodateien im International Music Score Library Project

## Geboren

### Genaues Geburtsdatum unbekannt
- Zhu Zaiyu, Prinz der chinesischen Ming-Dynastie, Mathematiker und Musikwissenschaftler († 1610)

### Geboren um 1536
- Alessandro Striggio der Ältere, italienischer Komponist, Instrumentalist und Diplomat († 1592)

## Gestorben

### Todesdatum gesichert
- 17. Mai: Mark Smeaton, englischer Musiker (* um 1511 oder 1516)
- 26. Juni: Petrus Alamire, deutscher Notenkopist, Musikalienhändler, Sänger und Komponist (* um 1470)